# Kanton Mantes-la-Ville
Der Kanton Mantes-la-Ville war von 1976 bis 2015 ein französischer Wahlkreis im Arrondissement Mantes-la-Jolie im Département Yvelines und in der Region Île-de-France; sein Hauptort war Mantes-la-Ville.

## Gemeinden
Der Kanton umfasste vier Gemeinden:
| Gemeinde        | Einwohner Jahr | Fläche km² | Bevölkerungsdichte | Code INSEE | Postleitzahl |
| --------------- | -------------- | ---------- | ------------------ | ---------- | ------------ |
| Buchelay        | 2.811 (2013)   | 4,94       | 569 Einw./km²      | 78118      | 78200        |
| Magnanville     | 5.943 (2013)   | 4,26       | 1395 Einw./km²     | 78354      | 78200        |
| Mantes-la-Ville | 20.251 (2013)  | 6,06       | 3342 Einw./km²     | 78362      | 78711        |
| Rosny-sur-Seine | 5.766 (2013)   | 19,36      | 298 Einw./km²      | 78531      | 78710        |

## Bevölkerungsentwicklung
| 1962   | 1968   | 1975   | 1982   | 1990   | 1999   | 2006   | 2011   |
| ------ | ------ | ------ | ------ | ------ | ------ | ------ | ------ |
| 13.276 | 19.203 | 24.538 | 27.336 | 32.018 | 31.816 | 31.249 | 33.763 |